# Jaureguiberry
«Жорегиберри» (фр. Jauréguiberry) — эскадренный броненосец военно-морских сил Франции. Четвёртый броненосец типа «Шарль Мартель». Назван в честь адмирала Жана Бернара Жорегиберри. Стоимость корабля составила 23,385,000 франков.
Корабль был заложен в ноябре 1891 года, спущен на воду в октябре 1893 года и вступил в строй 16 февраля 1897 года. Был четвёртым в серии из пяти, «Шарль Мартель», «Карно», «Массена», «Жорегиберри», «Бувэ», формально относящихся к одному типу, но существенно отличающихся деталями конструкции броненосцев, построенных для ВМС Франции в 1890-х годах.
«Жорегиберри» провёл большую часть службы в средиземноморском подразделении французского флота. Когда началась Первая мировая война, он состоял в отряде сопровождения конвоев из Северной Африки и Индии во Францию. Во время Галлиполийской кампании в 1915 «Жорегиберри» поддерживал французские войска. С 1916 он стал дежурным кораблём в Порт-Саиде, где провёл остаток войны. По возвращении во Францию в 1919 он стал жилым блокшивом и использовался в этом качестве до 1932 года. Был продан для разделки на металл в 1934.

## Проектирование
Французский флот находился в жалком состоянии, из которого его должен был вывести новый министр — сенатор Эдуар Барбэ (Edouard Barbey).
В конце 1889 года была получена возможность создания новой программы броненосцев «первого ранга».

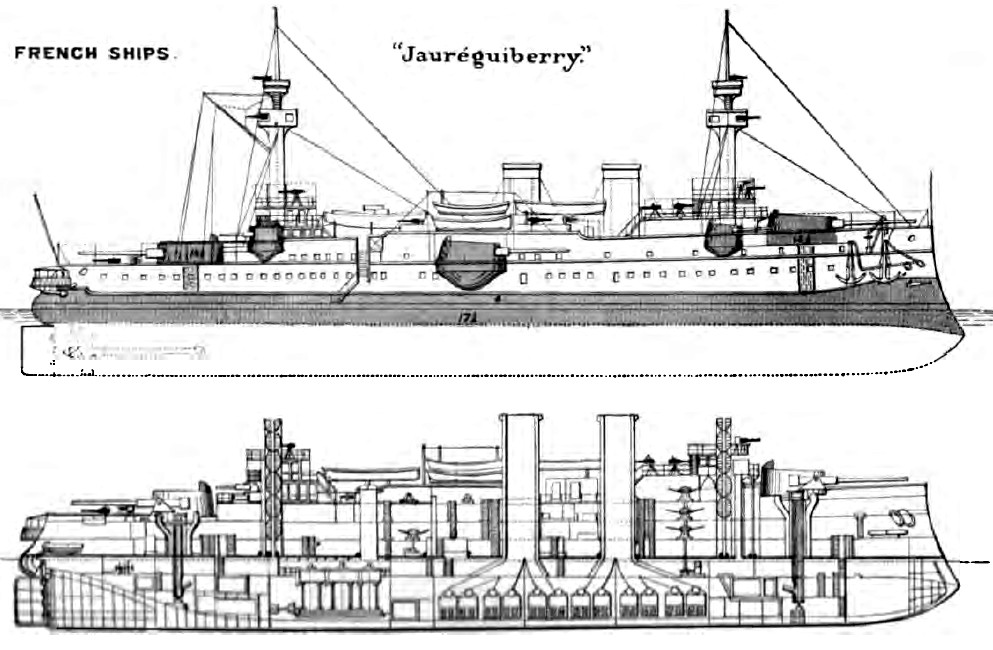
Продольный разрез

Броненосец 1 ранга, согласно программе, представлялся с вооружением, состоящим из двух 34-см орудий: одно — носовое и одно — кормовое, а также двух 27-см бортовых орудий. Все четыре орудия должны быть в «закрытых башнях». В качестве средней артиллерии надлежало предусмотреть: несколько 14-см скорострельных орудий или 16-см обычных, «сколько возможно, принимая во внимание водоизмещение, которое Высший Совет допускает большим, но не превышающим приблизительно 14000 т», причём, использование «спаренных орудий» запрещалось.
Предусматривалась скорость хода в 17 узлов, а защита должна бвла обеспечиваться поясной бронёй в 45 см и прикрытием башен в 34 см.
Верфью FCM в качестве прототипа был взят чилийский броненосец «Капитан Пратт». Все его особенности: полный пояс по ватерлинии, ромбическое расположение башен главного калибра и двухорудийные башни среднего калибра перекочевали на новый проект. Также в новый проект перекочевали применение электроприводов и общая компоновка. 23 июля 1890 года министр окончательно утвердил состав главного калибра, два 30-см и два 27-см орудия.
Лагань проигнорировал требования совета заменить двухорудийные башни, главные инженеры остальных проектов тоже не во всём придерживались программы.
29 сентября Совет уведомил о своём принципиальном согласии с электроприводами и двухорудийными башнями.
Всего к проекту было высказано 16 замечаний, в частности: установить четыре револьверных 37-мм пушки на марсах, добавить на нижней палубе гальюн для высших офицеров, заменить старые 45-см торпедные аппараты для 4,4 м торпед новыми для пятиметровых торпед.

## Конструкция
«Жорегиберри» имел водоизмещение около 11 818 тонн, при длине 111,9 метров, ширине 23 метра и осадке 8,45 метров. Его надводный борт был выше, чем на других кораблях, из-за чего капитаны отзывались о «Жорегиберри» как о мореходном, устойчивом корабле, хорошо переносящим даже штормовую погоду.

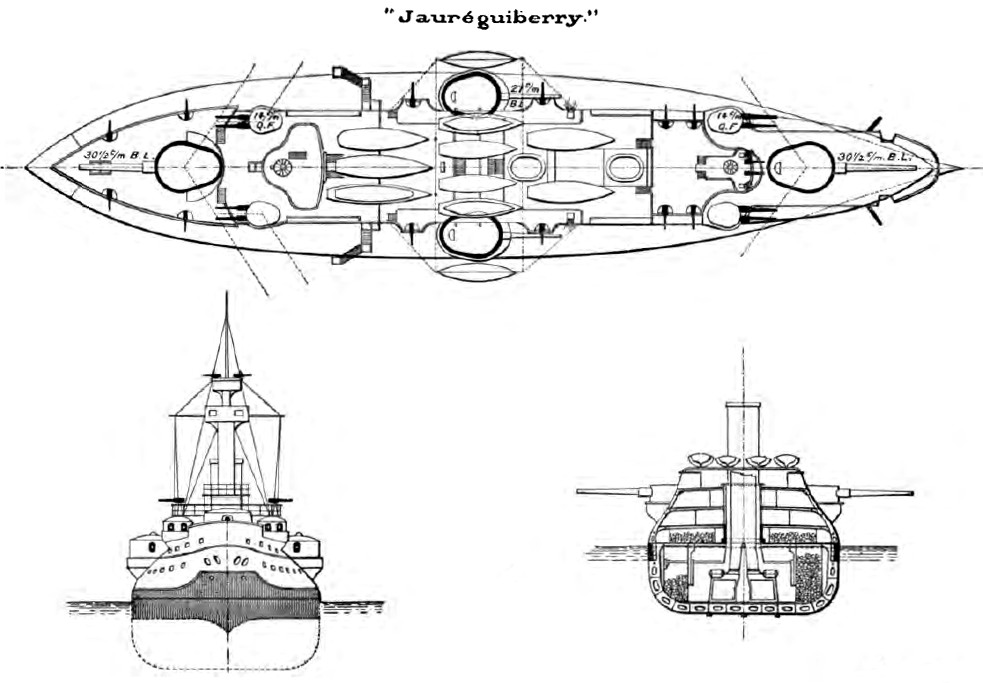
Схемы палуб и корпуса из Brassey’s Naval Annual 1897

Проектная мощность машин 13 200 л. с. при естественной тяге соответствовала ходу 17 узлов.
Максимальная мощность при форсированной тяге составила 14 441 л. с., и скорость хода зарегистрирована 17,7 узлов. Запас угля нормальный — 750 т, полный — 1080 т. Дальность плавания экономическим 10-узловым ходом составляла 3920 морских миль.
Основное вооружение корабля не изменилось (не считая того, что из-за укороченного на 7 метров корпуса 305-миллиметровые башни оказались ближе к оконечностям), но вспомогательное было расположено более рационально. Восемь 138,6-мм скорострельных пушек расположили в четырёх двухорудийных башнях по углам надстройки. Башни вспомогательного калибра расположили уровнем выше, чем на предыдущих кораблях, что существенно улучшило условия работы орудий при плохой погоде.
Противоминное вооружение состояло из четырёх 65-мм скорострельных, четырнадцати 47-мм орудий Гочкиса и четырёх 37-мм револьверных пушек. Корабль также получил мощное торпедное вооружение из четырёх надводных (два на носу и два на корме) и двух подводных (по бортам) 450-мм торпедных аппаратов.